# Арістідес Рохас
Арістідес Рохас (ісп. Arístides Rojas, нар. 1 серпня 1970) — парагвайський футболіст, що грав на позиції нападника.
Виступав, зокрема, за клуби «Ланс» та «Індепендьєнте» (Авельянеда), а також національну збірну Парагваю.

## Клубна кар'єра
У дорослому футболі дебютував 1989 року виступами за команду «Атлетіко Колехіалес». 1990 року відправився до Європи, де спочатку три сезони пограв у другому дивізіоні Франції за «Ланс», «Дюнкерк» та «Шатору», а з 1993 року виступав у третьому бельгійському дивізіоні за «Дендер», з якого здавався в оренду на батьківщину в «Атлетіко Колехіалес», а потім там же грав за клуби «Спортіво Лукеньйо» та «Гуарані» (Асунсьйон).
На початку 1997 року знову повернувся до Європи і до кінця сезону пограв в іспанській Сегунді за «Лас-Пальмас», а наступний сезон 1997/98 провів у Аргентині за клуби «Індепендьєнте» (Авельянеда) та «Уніон» (Санта-Фе).
В 2000 році він виступав у Перу за команду «Альянса Ліма», а у 2001 році повернувся до Парагваю і протягом двох з половиною років був гравцем клубу «Соль де Америка».
Влітку 2003 року уклав контракт з болівійським клубом «Гвабіра», де провів один рік, після чого виступав у четвертому за рівним дивізіоні Аргентини за клуб «Гуарані Антоніо Франко», а завершував кар'єру на батьківщині у клубах «Хенераль Кабальєро», «Спортіво Трініденсе», «Рубіо Нью» та «Хенераль Діас», де грав до 2008 року.

## Виступи за збірну
1989 року дебютував в офіційних матчах у складі національної збірної Парагваю.
У складі збірної був учасником розіграшу Кубка Америки 1997 року у Болівії та чемпіонату світу 1998 року у Франції. На «мундіалі» Рохас зіграв у трьох матчах — іграх групового етапу проти Іспанії (0:0) та Нігерії (3:1), а також у грі 1/8 фіналу проти Франції (0:2).
Протягом кар'єри у національній команді, яка тривала 10 років, провів у формі головної команди країни 26 матчів, забивши 3 голи.